# Magyar–Lengyel Kereskedelmi Kamara
A Magyar–Lengyel Kereskedelmi Kamara (néha: Magyar–Lengyel Kamara, lengyelül: Węgiersko-Polska Izba Gospodarcza) 1920-ban Budapesten alapított hazai, de részben lengyel állami érdekeltségű egyesület volt azzal a céllal, hogy segítse a két ország közötti gazdasági és kereskedelmi kapcsolatok fejlesztését, erősítse a hagyományos magyar–lengyel barátságot és a két nép jólétét.
A Kamara tagjai főképp magyarok voltak és olyan lengyelek, akik Magyarországon telepedtek le. Hasonló szervezet működött Lengyelországban is, a gyakran használt „budapesti” és „varsói” jelző erre utal. Koordinálták a kereskedelmi ügyeket, együttműködtek a másik ország kamarájával, érdekérvényesítőként eljártak a kormányszerveknél, szabályzatokat, tájékoztatókat adtak ki, időnként hatósági ügyeket láttak el, vásárokat, árubemutatókat (borkóstoló, divatbemutató), üzleti és ismerkedési találkozókat rendeztek, és támogatást adtak a hasonló célú kulturális és tudományos szervezeteknek, intézték a sajtóügyeket.
Az első világháború után a Kamarát a legelsők között alapították meg a hazai magyar-lengyel szervezetek közül. Alapítói a gazdasági kapcsolatokat elsőrendűnek gondolták, mely megelőzi a kulturális, művészeti és tudományos kapcsolatokat összefüggésben azzal, hogy a társadalmi szervezetek önerőből épültek, állami támogatás még alig létezett, és a működést leginkább a tagok befizetéseiből és saját jövedelmükből kellett finanszírozniuk. A Kamara saját üzleti tevékenységét bírálták is, mivel monopóliuma és versenyelőnye volt másokkal szemben.
Az első (ideiglenes) kereskedelmi egyezményt már 1921-ben megkötötte egymással a két állam. Lengyelország azonban hamarosan Németországgal, majd szinte az egész európai kontinenssel vámháborúba keveredett, és drasztikus mértékben emelete a vámjait. Az intézkedés hatására a magyar terménykivitel sok évre ellehetetlenült, és a lengyelek egyoldalú előnyökhöz jutottak. A magyar export közben csupán ezredrészekben volt mérhető. Az 1925-ben született új kereskedelmi szerződés sem rendezte kellően a helyzetet, ezért 1939-ig jelentős egyensúlytalanság jellemezte a két ország kereskedelmi viszonyát.
A Kamara céljai a második világháború miatt értelmüket vesztették, és a kereskedelmi és közlekedésügyi miniszter 1942-ben feloszlatta. 1945-ben újjászerveződött, de az évtized végén újra megszüntette a rákosista rendszerváltás, amely felszámolta a civil társadalom és a magántulajdon intézményeit.
A magyar–lengyel gazdasági, katonai és kulturális egyesületek vezetői és tagjai között nagy átfedés volt, így erősítették a hatékonyságukat. A Kamara eredményességét nehéz megítélni. Tevékenysége többször kapott monopóliummal kapcsolatos, vagy antiszemita bírálatot a sajtóban, de ennek oka az is lehetett, hogy a gazdasági ügyek mindenkor érzékenyen érintették a Kamarán kívül állókat.

## Előzmények
A magyar-lengyel kapcsolatok fejlesztésében érdekeltek már a század első évtizedében kezdeményezték a kapcsolatok építését. 1912-ben megalakult a Magyar–Lengyel Egyesület, 1914-ben ennek keretében a Lengyel Katonai Bizottság, majd az első világháború és a lengyel–bolsevik háború után, 1921-ben a Kamara. Egyéb szervezetek ezután alakultak, például a Magyar Mickiewicz Társaság (1927), a Magyar–Lengyel Egyesületek Szövetsége (1932), a Magyar Légionárusok Egyesülete (1932). A Kamara megalakulásának idején számos hasonló szervezet jött létre, például a magyar–német, magyar–olasz, magyar-román és magyar-francia kereskedelmi kamara.
Gelléri Mórral az élen a Budapesti Kereskedelmi és Iparkamarát és a Magyar–Lengyel Egyesületet már 1915-ben foglalkoztatta a gondolat, hogy a lengyel „okkupált föld lakosai tőlünk szerezzék be mindazt, amit eddig máshonnan kaptak”. Azt tervezték, hogy közös bizottságot alakítanak lengyelekkel, és Budapesten és valamelyik lengyel fővárosban irodát nyitnak. (Lengyelország három felosztása miatt ekkor még nem volt független állam.) Az első iroda 1916 elején nyílt meg Lembergben „Auskunftstelle in Lemberg für das österr.-ung. Okkupationsgebiet in Polen” néven, a levelezést a magyar nyelv ismerete nélkül, németül folytatták a lengyelek.
1920 tavaszán a Magyar Kereskedelmi Csarnok a Magyar–Lengyel Egyesülettel közösen tanácskozást rendezett. A vitaestet Nyáry Albert vezette be szakszerű adatokkal. Felszólalt Giesswein Sándor pápai prelátus, nemzetgyűlési képviselő, Szterényi József volt kereskedelemügyi miniszter, Marczali Henrik egyetemi tanár, Schneider Sándor igazgató, Baranski Gyula ügyvéd, Persián Ádám és Illés Zsigmond.
Egy hónap múlva újabb ülésen létrehozták a Kamarát. Megtárgyalták az alapszabályát, és Madarassy-Beck Gyula bankárt elnöknek, Nyáry Albertet egyik társelnöknek megválasztották. Közben a kereskedelmi forgalom lebonyolítására részvénytársaság is alakult, melynek vezetésével Burián István volt közös külügyminisztert bízták meg. A bécsi visszavonultságból előlépett politikus szerint Magyarország Lengyelországból sót, petróleumot és fát szerezhet be. Az rt. a lengyel Wawel Társaság önálló fiókjaként októbertől működött. A nap minden szakában indított vonatokat Budapest gócponttal, sőt katonákat is szállított a lengyel-bolsevik háború harctereire (lásd Polonia hadisegély). Felvetődött a lengyel–magyar kereskedelmi szerződés megkötésének szükségessége is.
A Kamara alakuló ülését nyáron tartották. A kormányt Scitovszky Tibor államtitkár (Kereskedelmi Minisztérium), Szőgyényi György követségi tanácsnok (Külügyminisztérium) és Páchy Tibor miniszteri tanácsok (Földművelésügyi Minisztérium) képviselte. Az ülésen felszólaló Jan Szembek lengyel követ kiemelte: „Úgy Magyarország, mint Lengyelország, összekötő kapocs volt a múltban nyugat és Európa keletje között, kell, hogy megmaradjon a két országnak ez a történelmi tradíciókon nyugvó szerepe a jelenben és a jövőben is, és kell, hogy a most megalakult Magyar–Lengyel Kereskedelmi Kamara működése ennek a célnak legyen szentelve.” Néhány nap múlva ügyvezető igazgatónak jelölték Paál Jób újságírót, a Magyar–Lengyel Egyesület alelnökét, aki ellen bécsi magyar körökben azonnal antiszemita támadás indult. Közben Lengyelországban erősödött azoknak a hangja, akik hasonló lengyel szervezet felállítását szorgalmazták.

## Szervezete
Alapításkor:
Elnök: Madarassy-Beck Gyula

Társelnökök: Nyáry Albert, Belatiny Artur

Alelnökök: Freund István, Giesswein Sándor, Mauthner Alfréd, Szűcs Zsigmond, Rotter Zsigmond
Elnöki tanácsot is választottak, és Jan Szembek lengyel követet tiszteletbeli taggá választották.
1923-ban elhunyt a szervezet főtitkára, Foltényi Róbert, ekkor a vezetőség Steiner Antalt bízta meg ideiglenesen a főtitkári teendők ellátásával, aki aztán évtizedeken át látta el a tisztséget.
1941-ben:
Elnök: Csekonics Iván

Társelnökök: Waldbott Kelemen, Weiss Alfonz

Alelnökök: Adler Manó, Apor Elemér, Benedek Sándor, Hernádi Antal, Zimmer Ferenc

Ügyvezető igazgató: Steiner Antal

Pénztáros: Vidor Géza

Ellenőrök: Bilicki Flórián, Bálint Bertalan, Kondor Mihály
Az időszak folyamán tisztségviselő volt Baranski Gyula (alelnök).
1945 után:
Elnök: id. Antall József

Társelnök: Miklóssi Ferdinánd Leó

Ügyvezető igazgató: Steiner Antal

## Története

### 1920–1924 (ideiglenes egyezmény)
Az áruforgalom 1920 októberében indult meg a két ország között. A Kamara főképp a termény, bor, nyersbőr és gyapjú exportját segítette, a lengyelek ellentételezésül fát, nyers- és finomított olajat és textilárut kínáltak. Novemberben lengyel kormányküldöttség érkezett Budapestre, hogy a megkötendő kereskedelmi szerződés végső tárgyalásait lefolytassa. Magyar részről a terv az volt, hogy ne csak Galíciát, de egész Lengyelországot meg lehessen nyerni fogyasztópiacnak. Az év végén 20-25 fős küldöttségek indultak Lengyelországba tanulmányútra és üzletkötésre. A decemberi krakkói és varsói út során a lengyelek bejelentették, hogy hamarosan ők is megalapítják a maguk kamaráját.
1921 februárjában a két állam megkötötte egymással az ideiglenes, hat hónapra szánt kereskedelmi szerződést. Magyarország mezőgazdasági termékeket, fémárukat, mezőgazdasági gépeket, motorokat, szerszámokat, mozdonyokat, vasúti vagonokat és egyéb vasúti felszerelési cikkeket szállíthatott, Lengyelország textil-, konfekció- és rövidárut, naftát, üveg és faárukat, zománcedényeket. Az egyezmény politikai okból tiltotta a luxuscikkek Magyarországra történő behozatalát, és azoknak az áruknak a forgalmát is, amelyeket az országok nem nélkülözhettek a háború utáni időkben. Az egyezményt már ebben az évben megtámadták hazai körök. Azt sérelmezték, hogy korlátozza a kereskedelem szabadságát és monopóliumot hozott létre azzal, hogy kompenzációs listát állított fel, és kijelölte azokat a szervezeteket, amelyeken keresztül az üzletek lebonyolíthatók.
Az ellentéteket az okozta, hogy az egyezmény az árukat két csoportba sorolta. A szabadlistába tartozókat korlátlan mennyiségben lehetett exportálni, a kompenzációs listába soroltakat viszont csak olyan mennyiségben, amelyeket a szerződés jóváhagyott. Az utóbbi ellenőrzésére a liszt, hüvelyes és takarmány vonatkozásában a Futura és a Hangya szövetkezetet kérték fel. Mivel a lengyelek felé irányuló kereskedelmi forgalom e két szövetkezeten keresztül zajlott, a bírálók szerint könnyen gyakorolhattak monopóliumot. A szerződés lengyel ellenzői azzal is érveltek, hogy a szabadforgalomban kedvezőbb árakat érhetnének el Magyarországon.
A lengyel üzleti és kormánykörök 1921 márciusában viszonozták a látogatásokat. Küldöttségük több hétig tartózkodott Magyarországon üzletet kötni, tárgyalni. Számos prominens személy érkezett, köztük az időközben megalapított varsói Lengyel–Magyar Kereskedelmi Kamara vezetői. Fogadta őket Bethlen István miniszterelnök.
Ugyanezen év végén divatkiállítást rendeztek a Vigadóban. Az esemény fő védnöke Auguszta főhercegnő volt, megjelent József Ferenc főherceg, a vendégeket Nyáry Albert fogadta. A kiállításon luxus termékeket mutattak be (csipke, angol barokk és Chippendale stílusú bútorok, ékszerek, selyem, angol, ír, skót gyapjúszövetek, kézi gyártású cipők).
Az amúgy is ideiglenes egyezményt a lengyel kormány 1921 végén felmondta (vagy lejárt), az egyezmény negatív mérlegét Paál Jób vonta meg.
Az ezt követő időszakban elvileg szabadon lehetett kereskedni, de a magas lengyel vámok bénították a forgalmat. Éveken át folytak a tárgyalások újabb szerződés megkötéséről eredménytelenül. Egyezmény hiányában még a magyar bor is eladhatatlanná vált Lengyelországban, az olasz, osztrák, francia és spanyol borok megelőzték. Közben a lengyelek a legtöbb európai országgal egyezményeket kötöttek a legnagyobb kedvezmény elvének érvényesítéséről. Magyar részről a megegyezés akadályát az jelentette, hogy feltételeit a csehekkel és osztrákokkal való előzetes megegyezéstől tették függővé.

### 1925-1944 (1925. évi egyezmény)
Az 1925. évi XXVII. törvénycikkel kihirdetett újabb egyezmény magyar részről Walko Lajos külügyminiszter érdeme volt. Az egyezménytől azt remélték, hogy a vámkedvezések révén a magyar cikkek ismét eljuthatnak Lengyelországba, és visszaszerezhetik a lengyel piacot. Lényeges vámkedvezményben részesült cikkek: bor, paprika, szalámi és halak (magyar), naftatermékek, nyers pamutfonalak és gyapjúszövetek (lengyel). A lehetőségeket azonban már a kezdetektől sokan kétségesnek tartották.
Az egyezménynek politikai vonatkozásai is voltak. Az ún. utódállamok sokáig nem kötöttek szerződést Magyarországgal, hogy megbénítsák a gazdaságát. Ezt az egyezmény áttörte. Másik jellemzője az volt, hogy nemcsak a legnagyobb kedvezményt érvényesítette, hanem számottevő tarifális koncessziókat is. Így ez volt az első olyan magyar kereskedelmi szerződés az első világháború után, amely csökkentette a vámtételeket. Ráadásul a nemzetközi jog szabályai szerint e könnyítéseket bármely más állam igénybe vehette újabb szerződés útján, ami érdeke lehetett, ha lépést akart tartani a lengyel árakkal a magyar piacon.
1925 nyarán Magyarországnak milliárdos károkat okozott, hogy a lengyel kormány felemelte a külföldi gyümölcs vámtételét. A lengyel vám mértéke ellehetetlenítette a lengyel piacot a magyar termelők és kereskedők számára. Míg 1924-ben 100-150 vagon szőlőt, 250-300 vagon dinnyét és közel 500 vagon uborkát exportáltak Lengyelországba, mindez 1925-ben meghiúsult, és a termelők azt tervezték, hogy az állatokkal etetik fel árujukat. A válságért a magyar kormányt is hibáztatták, mivel lassan és kisszámban adtak ki engedélyeket a galíciai kereskedők beutazására. A Kamara tájékoztatta a kormányt a kialakult helyzetről. 
Szeptemberre Lengyelország és Németország között vámháború alakult ki, mely további hatással volt a magyar-lengyel kereskedelmi kapcsolatokra. A magyar kormány azonban, az osztrákkal ellentétben, nem orvosolta időben a helyzetet.
Októberben a Magyar Kereskedelmi és Ipar Kamara támadást intézet a lengyel követség és a kamara ellen a sajtóban és a kormánynál azzal a váddal, hogy gátolják a gazdasági kapcsolatokat. A Lengyelországba szállító magyar kereskedőket csak a kamarába való belépés esetén támogatják, és horribilis illetéket szednek a származási bizonyítványok kiállításáért. A kamarát egyedül működtető Steiner Antal főtitkár megcáfolta a vádakat, és beszámolt róla, hogy a kamarának alig 64 fizetős tagja van, ő 40 milliós, az alelnök, Mauthner Alfréd pedig 20 milliós kölcsönt biztosított, hogy létezni tudjon. Miklóssi Ferdinánd Leó később ehhez hozzátette, hogy egy korábbi adminisztratív vezető erkölcsi és anyagi károkat okozott a kamarának, amelyeket Foltényi Róbert és Steiner Antal orvosoltak kemény munkával.
A következő években nem javult a helyzet. Sokan követelték, hogy Magyarország mondja fel az egyezményt, mert egyoldalú előnyöket biztosít a lengyeleknek. 1927-ben már a Kamarát is támadások érték, a lengyel követség azonban megvédte, leszögezve, hogy a Kamara közérdeket szolgál. Végül az is előfordult, magyarokat nem engedtek beutazni Lengyelországba, holott kiemelt vendégeknek hívták oda őket.
1928-ban elindult egy lengyel nyelvű újság, amely Ausztria, Jugoszlávia és Magyarország gazdasági híreit vitte Lengyelországba. Az osztrák kezdeményezésű lap magyar vonatkozású híreiért Steiner Antal, a Kamara ügyvezető igazgatója felelt. Ugyanebben az évben a Kamara közgyűlést tartott, Steiner előadásában a lengyel vámügyekkel foglalkozott. 1929-ben a lengyel borhamisítás miatt járt el a Kamara a magyar kormánynál, ami éveken át húzódó gond volt.
1930-ban nagyszabású találkozót szerveztek az Országos Magyar Gazdasági Egyesület (OMGE) és az Országos Mezőgazdasági Kamara együttműködésében, amelyre számos lengyel gazdasági döntéshozó, politikus és üzletember érkezett. Magyar részről az előadó, Rose Ádám főleg általános kérdéseket érintett (a lengyel birtokszerkezet elaprózódott, túl sokan élnek mezőgazdaságból, oktatás fejlesztése, agrárállamok szükségszerű összefogása), míg a lengyel előadó országa aktuális gazdasági problémáiról beszélt.
1931-ben varsói találkozót tartottak, amely már nemcsak gazdasági jellegű volt. A magyar küldöttséget Mikes János püspök, Csekonics Iván és Széchenyi Károly, a Magyar–Lengyel Egyesületek Szövetségének elnöke vezette. Az egyeztetéseken magyar részről megemlítették, hogy az országcsonkítás ellenére Magyarország még mindig Európa legnagyobb búzaexportőre, Lengyelország azonban mindössze 120 vagonnyit vásárolt. Borkiállítást is rendeztek a látogatás idején.
1934-ben újra támadták a Kamara monopóliumát, állítva, hogy ez a felelős a gazdasági kapcsolatok minimális szintjéért. Magyarország exportjának mindössze 9 ezreléke irányult ekkor Lengyelország felé, 3,5 millió pengőt tett ki éves szinten. Kifogásolták, hogy a Kamara reklámja gyenge hatékonyságú az államközi kereskedelmi szerződések erejéhez képest, a kamarai tagsági díj magas, a Kamara hasznot húz a külföldi féltől (ellátta a képviseletét a félhivatalos Zahan nevű lengyel társaságnak, amely monopolisztikusan bonyolította le a lengyelek külföldi üzleteit), a budapesti lengyel követség felkérésére hatósági feladatokat is ellát, és belelát versenytársainak ügyeibe, üzleti terveibe, például árkalkulációiba.
Az elkövetkező években alig javult a kereskedelmi forgalom helyzete. 1936-ban már maguk a lengyelek kérték, hogy legyenek tárgyalások. Szegedi kereskedők ekkor előadták, hogy a lengyel intézkedések lehetetlenítik el a kereskedelmet velük. Pontyot nem vihetnek be Lengyelországba, a borral kapcsolatos járulékok, vámok, kezelési illetékek és fuvarköltségek pedig az áru értékének a négyszeresét teszik. Feltehető, hogy a magyar kormány politikai okokból tűrte a másfél évtizede zajló kedvezőtlen folyamatokat, hogy ezzel is segítse a lengyel újjáépítést, megerősödésüket.
1938-ban újabb kereskedelmi szerződést kötött a lengyel és magyar fél, majd létrejött ismét a közös lengyel–magyar határ. Ezek azonban már nem befolyásolták döntően a Kamara működését, amelyet a kereskedelem- és közlekedésügyi miniszter 1942-ben feloszlatott.

### 1945-1949
1945 júliusában újra megalapították a Kamarát. Elnöke id. Antall József államtitkár, később miniszter, ügyvezető elnöke Steiner lett. A megalapítás a lengyel fél, valamint a szovjet és angolszász erők közreműködésével történt, együttműködésben a Budapesti Kereskedelmi és Iparkamarával és a Gyáriparosok Országos Szövetségével.
A Kamara tagjai között a következő évben jelentős ellentét támadt. A gazdasági kérdések közül azt emelték ki, hogy a társult cégek alacsony tagdíjat fizetnek, miközben a legtöbb nyereséget a kereskedelemből a bankok nyerik. A Zsigmondi Ferdinánd alelnök vezette frakció megtámadta a régi, Steiner vezette szárnyat is, hogy nem demokratikusan vezetik az egyesületet: „drámai hangon számonkérte (...) a Kamara alapszabály-ellenes működését és az ügymenet keserves vontatottságát. (...) a közvádló hangján rámutatott a Kamara fasiszta jellegére, mert szabályzata a korporációs behívásos rendszer szerint működik a demokratikus jelentkezési rendszer helyett. A tanácsülések célzatos elmaradását is emlegette, az ügyvezetés diktatórikus lefolytatását és az elnöki tisztség betöltésének feltűnő elmaradását”. Steiner a vádakat azzal utasította vissza, hogy az elnöki tisztséget a nagy tekintéllyel rendelkező Csekonics Ivánnak tartják fenn, aki visszavonult, de remélik, hogy a közéletbe visszatér. Id. Antall a neki felkínált elnöki tisztséget visszautasította, mivel méltatlannak tartotta Csekonics elnöki székét elfoglalni. (A két hír alapján nem eldönthető, hogy id. Antall József elnöke volt-e a Kamarának.)
Ez év elején Miklóssi Ferdinánd Leó, a Kamara társelnöke, a Magyar Mickiewicz Társaság elnöke Krakkóban a Lengyel-Magyar Kereskedelmi Kamara ülésén átadta Antall József újjáépítési miniszter, a Kamara elnökének üdvözletét.
Az egyesületet 1949-ben újra megszüntették, mint általában az autonóm szervezeteket.

## Külső hivatkozások
- 1925. évi XXVII. törvénycikk indokolása a Lengyel Köztársasággal 1925. évi március hó 26-án kötött kereskedelmi egyezmény becikkelyezéséről. Ezer év törvényei . Wolters Kluwer, 1925. (Hozzáférés: 2024. december 19.)
- 1925. évi XXVII. törvénycikk a Lengyel Köztársasággal 1925. évi március hó 26-án kötött kereskedelmi egyezmény becikkelyezéséről. Ezer év törvényei . Wolters Kluwer, 1925. (Hozzáférés: 2024. december 19.)